# Bateria Buġibba
Bateria Buġibba (malt. Batterija ta’ Buġibba, ang. Buġibba Battery), znana też jako Bateria Elbene (malt. Batterija ta’ Bileben, ang. Elbene Battery) – była to bateria artyleryjska w Buġibbie, części Saint Paul’s Bay na Malcie. Została zbudowana w XVIII wieku przez Zakon św. Jana jako jedna z baterii w ciągu fortyfikacji nabrzeżnych dokoła wybrzeża wysp maltańskich. Bateria już nie istnieje, lecz ciągle jest widoczna część fundamentów oraz, wykuty w skale, rów obronny.

## Historia
Bateria Buġibba została zbudowana w XVIII wieku podczas jednego z projektów budowy nabrzeżnego systemu obrony Malty. Źródła nie są zgodne, czy powstała w latach 1715–1716, czy też pomiędzy 1747 a 1784 rokiem. Bateria była jedną z ciągu fortyfikacji ochraniających St. Paul’s Bay, której najbliższe były wieża i bateria Wignacourt w kierunku południowo-wschodnim, oraz wieża i bateria Qawra w kierunku północno-wschodnim.
Dokładny wygląd baterii nie jest znany, lecz wiadomo, że miała półokrągłą platformę działową z parapetem oraz blokhauz w tylnej części. Była otoczona przez rów, wypełniony wodą z morza.

## Współcześnie
Dzisiaj bateria już nie istnieje, lecz ciągle jest widoczna część fundamentów oraz, wykuty w skale, rów obronny. Bateria wpisana jest na listę National Inventory of the Cultural Property of the Maltese Islands pod numerem 1400.